# Ximena Galarza
Ximena Galarza Lora (Camiri, Bolivia; 14 de enero de 1972) es una presentadora de televisión y periodista boliviana.

## Biografía
Ximena Galarza nació el 14 de enero de 1972 en la ciudad de Camiri en el departamento de Santa Cruz. Comenzó sus estudios escolares en 1978, saliendo bachiller el año 1989.
Llegó desde Camiri a la ciudad de La Paz en 1989 con el objetivo de estudiar ingeniería geológica, tras un contacto con el gerente de televisión estatal de la época Antonio Eguino, realizó un prueba para televisión, tras la cual se decidió su destino en el periodismo.

## Periodismo
Inició su carrera en los medios de comunicación en 1989, cuando ingresó a Televisión Boliviana Canal 7. Posteriormente la red Galavisión de Santa Cruz la invitó a conducir sus noticieros. En 1994 la Red Uno de Bolivia la invita a formar parte del equipo de La Paz para el relanzamiento del canal, Ximena Galarza acepta la invitación y asume el rol de periodista y presentadora del noticiero central y  asumiendo posteriormente la jefatura de prensa.
Trabajó en la cadena Red Uno en La Paz como presentadora y conductora de televisión. Condujo además un programa similar al de Cristina Salagueri, Laura Bozzo o Mónica Zevallos, llamado Atrévete, para ayudar a muchas personas según los casos y reflejar la realidad de la sociedad boliviana en el año 2000, el programa solo duró un año, debido a que tuvo que retornar a su lugar de origen por un tiempo.
En 2014 reapareció en la televisión boliviana por Televisión Universitaria conduciendo el programa Jaque Mate.

## Actuación
También actuó como actriz en la película el El Triángulo del Lago junto a David Mondaca y Jorge Ortiz Sánchez en 1998 a 1999. En la película fue la antagonista principal.

## Premios
- Premio Internacional a las Mujeres de Coraje 2020[5]